# Municipio de Rock Lake (Minnesota)
El municipio de Rock Lake (en inglés: Rock Lake Township) es un municipio ubicado en el condado de Lyon en el estado estadounidense de Minnesota. En el año 2010 tenía una población de 265 habitantes y una densidad poblacional de 2,97 personas por km².

## Geografía
El municipio de Rock Lake se encuentra ubicado en las coordenadas 44°14′38″N 95°53′18″O / 44.24389, -95.88833. Según la Oficina del Censo de los Estados Unidos, el municipio tiene una superficie total de 89.34 km², de la cual 85,51 km² corresponden a tierra firme y (4,29 %) 3,83 km² es agua.

## Demografía
Según el censo de 2010, había 265 personas residiendo en el municipio de Rock Lake. La densidad de población era de 2,97 hab./km². De los 265 habitantes, el municipio de Rock Lake estaba compuesto por el 97,74 % blancos, el 0,38 % eran amerindios, el 0,38 % eran isleños del Pacífico, el 0,38 % eran de otras razas y el 1,13 % eran de una mezcla de razas. Del total de la población el 2,26 % eran hispanos o latinos de cualquier raza.